# Siegfried Wentz
Siegfried „Siggi“ Wentz (* 7. März 1960 in Röthenbach bei Sankt Wolfgang) ist ein ehemaliger deutscher Leichtathlet, der – für die Bundesrepublik startend – in den 1980er-Jahren zur Weltspitze im Zehnkampf gehörte.

## Leben
Wentz wuchs in Lorch auf und begann dort mit 13 Jahren mit der Leichtathletik. 1978 wurde er Deutscher Jugendmeister im Fünf- und Zehnkampf. Im Jahr darauf wurde Wentz in Bydgoszcz Junioreneuropameister im Zehnkampf. 1982 wurde er im Erwachsenenbereich Deutscher Vizemeister und qualifizierte sich für die Europameisterschaften in Athen. Er lag dort an dritter Stelle, bis er im Stabhochsprung an der Einstiegshöhe scheiterte. Am Ende wurde er mit 7284 Punkten Zwanzigster.
Am 5. Juni 1983 erzielte er in Filderstadt-Bernhausen mit 8762 Punkten seine persönliche Bestleistung, mit der er auf dem 29. Platz der ewigen Weltbestenliste steht (Stand Mai 2025). Kurz danach wurde er zum ersten Mal Deutscher Meister und in Helsinki gewann er bei den Weltmeisterschaften mit 8478 Punkten die Bronzemedaille. Dafür erhielt er von Bundespräsident Carstens das Silberne Lorbeerblatt.
Bronze gewann er auch bei den Olympischen Spielen 1984 in Los Angeles (8412 Punkte).
1985 wurde Wentz zum zweiten Mal Deutscher Meister im Zehnkampf. Im Jahr darauf startete er bei den Deutschen Meisterschaften im 110-Meter-Hürdenlauf und siegte in persönlicher Bestzeit von 13,76 s. Bei den Europameisterschaften 1986 in Stuttgart wurde er Dritter (8676 Punkte). Ein Jahr später gewann Wentz bei den Weltmeisterschaften in Rom die Silbermedaille mit 8461 Punkten. Sein letzter großer internationaler Wettkampf war bei den Europameisterschaften 1990 in Split, bei denen er den zwölften Platz (7810 Punkte) belegte. 
Wentz startete für die LG Staufen und den USC Mainz. In seiner Wettkampfzeit wog er bei 1,93 m Körpergröße 93 kg. Neben seiner Sportlerkarriere studierte er Medizin in Mainz. Er war in Frankfurt Oberarzt und von 2000 bis 2022 Chefarzt der Schlüsselbad-Klinik in Bad Peterstal im Schwarzwald.

## Schriften
- Zusammen mit Doris Altmaier: Ernährung mit Spaß – Bewegung mit Maß, 2004. (Fitness-Ratgeber)